# Júlio César da Silva
Júlio César da Silva, meglio noto solo come Júlio César (Bauru, 8 marzo 1963), è un procuratore sportivo ed ex calciatore brasiliano, di ruolo difensore.

## Biografia
Prima di fare il calciatore lavorò, da ragazzo, come manovale, lustrascarpe e rivenditore di orologi nonché come lavamacchine.

## Caratteristiche tecniche
Giocava come difensore centrale o come libero. Secondo Giovane Élber, Júlio César aveva un buon senso della posizione ed era abile nei contrasti. Stopper forte di testa e bravo coi piedi, era dotato di una grande potenza fisica, che derivava dalle sue robuste fasce muscolari, consolidatesi dopo anni di lavori di fatica svolti nell'adolescenza.

## Carriera

### Club

Júlio César in azione in bianconero nel 1991, in marcatura sul blaugrana Michael Laudrup nella semifinale di ritorno della Coppa delle Coppe.

Iniziò a giocare a calcio nel Noroeste, squadra della sua cittadina natale, per poi passare al Guarani di Campinas, sempre all'interno dello Stato di San Paolo. Entrò nella prima squadra del club nel 1979, ma non debuttò in massima serie nazionale fino al 1982: in tale anno disputò 17 partite, segnando 2 gol: si mise in luce quale uno dei migliori elementi della linea difensiva del Guarani, giocando insieme a Gilson Jáder, Fernando Narigudo e Wilson Gottardo. Partecipò alla prima divisione brasiliana anche nel 1983 e nel 1985.
Dopo il Mondiale in Messico fu acquistato da una squadra francese, il Brest, militante in Division 1, la massima serie francese. Alla sua prima stagione in Francia e in Europa, Júlio César giocò 32 partite su 38, segnando anche un gol. Per la Division 1 1987-1988 passò al Montpellier; con la formazione neopromossa giunse al terzo posto. Al Montpellier rimase per tre stagioni, e vinse una Coppa di Francia nel 1990. Nell'estate del 1990 fu acquistato dalla Juventus per 850 milioni di lire, e con la compagine bianconera torinese giocò per quattro anni, vincendo la Coppa UEFA 1992-1993. Lasciò la Juventus nel 1994, e si trasferì in Germania, al Borussia Dortmund.
Dopo 4 campionati in Germania, 2 dei quali vinti, nonchè la vittoria nel 1997 della  UEFA Champions League (proprio in finale con la Juventus) e della Coppa Intercontinentale, Júlio César tornò in Brasile per una breve esperienza al Botafogo di Rio de Janeiro: giocò 16 gare nel Campeonato Brasileiro Série A 1998. Tornato al Borussia, scese in campo per cinque volte nel torneo tedesco, prima di passare al Panathinaikos, con cui giocò 3 incontri in massima serie greca. Nel 1999 tornò nuovamente in Germania, questa volta firmando un contratto con il Werder Brema. Nel 2001 si ritirò dopo aver giocato per il Rio Branco.

### Nazionale
Nel 1981 partecipò al campionato del mondo Under-20 1981, giocandovi 4 partite.
Júlio César debuttò in Nazionale maggiore il 19 gennaio 1984 contro il Paraguay; fu quella la sua unica presenza nell'anno 1984. Tornò in Nazionale nel 1986, giocando il 6 aprile contro la Germania Ovest: fu poi convocato per il campionato del mondo 1986. Nel massimo torneo mondiale fu titolare al centro della difesa brasiliana, a fianco di Edinho: giocò 5 incontri, contro Spagna, Algeria, Irlanda del Nord, Polonia e Francia; in quell'edizione il Brasile si fermò ai quarti di finale, perdendo ai rigori contro la Francia, e fu Júlio César, in quella gara uno dei migliori in campo, a sbagliare l'ultimo tiro per i verdeoro cogliendo il palo. Il difensore brasiliano fu anche selezionato quale migliore del Mondiale nel suo ruolo.
Nel 1987 prese poi parte alla Coppa America 1987, scendendo in campo contro Ecuador, Paraguay e Cile. Nel 1989 giocò contro i Paesi Bassi (20 dicembre), mentre nel 1991 fu impiegato contro la Bulgaria (28 maggio). Nel 1993 disputò le sue ultime due gare in Nazionale, il 6 giugno contro gli Stati Uniti e il 10 giugno contro la Germania.

## Statistiche

### Cronologia presenze e reti in nazionale
| Cronologia completa delle presenze e delle reti in nazionale ― Brasile | Cronologia completa delle presenze e delle reti in nazionale ― Brasile | Cronologia completa delle presenze e delle reti in nazionale ― Brasile | Cronologia completa delle presenze e delle reti in nazionale ― Brasile | Cronologia completa delle presenze e delle reti in nazionale ― Brasile | Cronologia completa delle presenze e delle reti in nazionale ― Brasile | Cronologia completa delle presenze e delle reti in nazionale ― Brasile | Cronologia completa delle presenze e delle reti in nazionale ― Brasile |
| Data                                                                   | Città                                                                  | In casa                                                                | Risultato                                                              | Ospiti                                                                 | Competizione                                                           | Reti                                                                   | Note                                                                   |
| ---------------------------------------------------------------------- | ---------------------------------------------------------------------- | ---------------------------------------------------------------------- | ---------------------------------------------------------------------- | ---------------------------------------------------------------------- | ---------------------------------------------------------------------- | ---------------------------------------------------------------------- | ---------------------------------------------------------------------- |
| 8-4-1986                                                               | Goiânia                                                                | Brasile                                                                | 3 – 0                                                                  | Germania Est                                                           | Amichevole                                                             | -                                                                      |                                                                        |
| 1-6-1986                                                               | Guadalajara                                                            | Spagna                                                                 | 0 – 1                                                                  | Brasile                                                                | Mondiali 1986 - 1º turno                                               | -                                                                      |                                                                        |
| 6-6-1986                                                               | Guadalajara                                                            | Brasile                                                                | 1 – 0                                                                  | Algeria                                                                | Mondiali 1986 - 1º turno                                               | -                                                                      |                                                                        |
| 12-6-1986                                                              | León                                                                   | Irlanda del Nord                                                       | 0 – 3                                                                  | Brasile                                                                | Mondiali 1986 - 1º turno                                               | -                                                                      |                                                                        |
| 16-6-1986                                                              | Guadalajara                                                            | Brasile                                                                | 4 – 0                                                                  | Polonia                                                                | Mondiali 1986 - Ottavi di finale                                       | -                                                                      |                                                                        |
| 21-6-1986                                                              | Guadalajara                                                            | Brasile                                                                | 1 – 1 dts (3 – 4 dtr)                                                  | Francia                                                                | Mondiali 1986 - Quarti di finale                                       | -                                                                      |                                                                        |
| 21-6-1987                                                              | Florianópolis                                                          | Brasile                                                                | 4 – 1                                                                  | Ecuador                                                                | Amichevole                                                             | -                                                                      | Ingresso                                                               |
| 24-6-1987                                                              | Porto Alegre                                                           | Brasile                                                                | 1 – 0                                                                  | Paraguay                                                               | Amichevole                                                             | -                                                                      | Ingresso                                                               |
| 3-7-1987                                                               | Córdoba                                                                | Cile                                                                   | 4 – 0                                                                  | Brasile                                                                | Coppa America 1987 - 1º turno                                          | -                                                                      |                                                                        |
| 20-12-1989                                                             | Rotterdam                                                              | Paesi Bassi                                                            | 0 – 1                                                                  | Brasile                                                                | Amichevole                                                             | -                                                                      | 46’                                                                    |
| 28-5-1991                                                              | Uberlândia                                                             | Brasile                                                                | 3 – 0                                                                  | Bulgaria                                                               | Amichevole                                                             | -                                                                      | 76’                                                                    |
| 6-6-1993                                                               | New Haven                                                              | Stati Uniti                                                            | 0 – 2                                                                  | Brasile                                                                | U.S. Cup 1993                                                          | -                                                                      |                                                                        |
| 10-6-1993                                                              | Washington                                                             | Brasile                                                                | 3 – 3                                                                  | Germania                                                               | U.S. Cup 1993                                                          | -                                                                      |                                                                        |
| Totale                                                                 |                                                                        | Presenze                                                               | 13                                                                     |                                                                        | Reti                                                                   | 0                                                                      |                                                                        |

## Palmarès

### Club

#### Competizioni nazionali
- Coppa di Francia: 1

Montpellier: 1989-1990
- Campionato tedesco: 2

Borussia Dortmund: 1994-1995, 1995-1996
- Supercoppa di Germania: 2

Borussia Dortmund: 1995, 1996

#### Competizioni internazionali
- Coppa UEFA: 1

Juventus: 1992-1993
- UEFA Champions League: 1

Borussia Dortmund: 1996-1997
- Coppa Intercontinentale: 1

Borussia Dortmund: 1997